# Onkel Remus’ Wunderland
Onkel Remus’ Wunderland (Song of the South) ist ein Disney-Film von 1946, in dem Realschauspieler und Trickfilmfiguren gemeinsam auftreten. Das Musical basiert auf den Onkel-Remus-Geschichten von Joel Chandler Harris. Der Film wird vielfach als rassistisch und die Sklaverei verherrlichend angesehen und ist von Disney selbst aus diesem Grund mit einer Veröffentlichungssperre belegt.

## Inhalt
Der siebenjährige Johnny freut sich auf einen vermeintlichen Urlaub mit seinen Eltern Sally und John Sr. auf der Plantage seiner Großmutter in Georgia. Als sie dort ankommen, erfährt er, dass seine Eltern vorübergehend getrennt leben werden und er mit seiner Mutter und Großmutter auf der Plantage wohnen wird, während sein Vater nach Atlanta zurückkehrt, um seine umstrittene Tätigkeit als Redakteur der dortigen Zeitung fortzusetzen. Verzweifelt über die Abreise seines Vaters entschließt sich Johnny, seinem Vater mit einem Bündel nach Atlanta zu folgen.
Als Johnny sich von der Plantage wegschleicht, entdeckt er Onkel Remus, der den anderen Arbeitern auf der Plantage Geschichten über eine Figur namens Meister Lampe erzählt. Inzwischen hatte sich herumgesprochen, dass Johnny vermisst wird, und einige Plantagenbewohner suchen nach ihm. Johnny entkommt seiner Entdeckung, aber Onkel Remus holt ihn ein, bietet ihm Essen für seine Reise an und nimmt ihn mit in seine Hütte, wo er dem Jungen das traditionelle afroamerikanische Volksmärchen „Br'er Rabbit Earns a Dollar a Minute“ erzählt. In der Geschichte versucht Meister Lampe, von zu Hause wegzulaufen, ändert aber seine Meinung nach einer Begegnung mit Patzich, dem Fuchs und Brumm, dem Bären. Johnny befolgt den Rat und lässt sich von Onkel Remus zu Sally zurückbringen.
Johnny freundet sich mit Toby, einem jungen Schwarzen, der auf der Plantage lebt, und Ginny Favers, einem armen weißen Mädchen, an. Ginny schenkt Johnny einen Welpen, nachdem ihre beiden älteren Brüder, Joe und Jake, gedroht haben, ihn zu ertränken. Sally weigert sich, ihn auf den Welpen aufpassen zu lassen, also bringt er ihn zu Onkel Remus. Onkel Remus nimmt den Hund bei sich auf und erfreut Johnny und seine Freunde mit der Fabel von Meister Lampe und dem Teerbaby, in der er betont, dass man sich nicht in etwas einmischen sollte, mit dem man nichts zu tun hat. Johnny imitiert Meister Lampes Einsatz von umgekehrter Psychologie aus dem Märchen und bittet die Favers-Brüder, ihrer Mutter nichts von dem Hund zu erzählen. Der Trick funktioniert, und die Jungen bekommen Ärger, nachdem sie es ihrer Mutter erzählt haben. In einem Akt der Rache erzählen sie Sally von dem Hund. Sally ist verärgert, dass Johnny und Onkel Remus den Hund trotz ihrer Anweisung (die Onkel Remus nicht kannte) behalten haben, und sie weist ihn an, Johnny keine Geschichten mehr zu erzählen.
Johnny hat Geburtstag und holt Ginny ab, um sie zu seiner Party mitzunehmen. Auf dem Weg dorthin stoßen Joe und Jake Ginny in eine Schlammpfütze. Da ihr Kleid ruiniert ist, kann Ginny nicht zu der Party gehen und läuft weinend davon. Johnny fängt an, sich mit den Jungen zu streiten, aber ihr Streit wird von Onkel Remus unterbrochen, der Joe und Jake zurechtweist und sie warnt, sich von Johnny und Ginny fernzuhalten. Johnny rennt los, um Ginny zu trösten. Er erklärt, dass er auch nicht zu der Party gehen will, vor allem, weil sein Vater nicht da sein wird. Onkel Remus entdeckt die beiden niedergeschlagenen Kinder und muntert sie auf, indem er ihnen die Geschichte von Meister Lampe und seinem „Lachplatz“ erzählt. Als die drei zur Plantage zurückkehren, wird Sally wütend auf Johnny, weil er seine Party verpasst hat, und sagt Onkel Remus, er solle sich von ihm fernhalten. Traurig darüber, dass seine guten Absichten missverstanden wurden, packt Onkel Remus seine Koffer und macht sich auf den Weg nach Atlanta. Johnny eilt ihm nach, wird aber von einem Stier angegriffen und schwer verletzt, nachdem er eine Abkürzung durch eine Weide genommen hat. Während Johnny zwischen Leben und Tod schwebt, kehrt sein Vater zurück. Johnny ruft nach Onkel Remus, und seine Großmutter führt ihn herein. Onkel Remus beginnt, ein Märchen von Meister Lampe zu erzählen, und der Junge überlebt wie durch ein Wunder.
Später singt der genesene Johnny mit Ginny und Toby das Lied „Zip-a-Dee-Doo-Dah“, während Johnnys zurückgekehrtes Hündchen neben ihnen herläuft. Onkel Remus ist erstaunt, als Meister Lampe und einige der anderen Figuren aus seinen Geschichten vor ihnen erscheinen und mit den Kindern interagieren. Onkel Remus eilt zu der Gruppe, und gemeinsam gehen sie in den Sonnenuntergang.

## Synchronisation
| Rolle                               | Schauspieler/Sprecher (1946)    | Deutsche Sprecher (1982)                      |
| ----------------------------------- | ------------------------------- | --------------------------------------------- |
| Onkel Remus                         | James Baskett                   | Gottfried Kramer Ralf Paulsen (Gesang)        |
| Johnny                              | Bobby Driscoll                  | Jörg Conradt                                  |
| Ginny Favers                        | Luana Patten                    | Jeanette Blümel                               |
| Miss Sally                          | Ruth Warrick                    | Gisela Fritsch                                |
| John                                | Erik Rolf                       | Joachim Pukaß                                 |
| Miss Doshy                          | Lucile Watson                   | Edith Schollwer                               |
| Tante Tempy                         | Hattie McDaniel                 | Beate Hasenau                                 |
| Toby                                | Glenn Leedy                     | Oliver Redsch                                 |
| Meister Lampe (Br’er Rabbit)        | Johnny Lee Jesse Cryor (Gesang) | Wolfgang Ziffer Heinrich Riethmüller (Gesang) |
| Patzich, der Fuchs (Br’er Fox)      | James Baskett                   | Frank Glaubrecht                              |
| Brumm, der Bär (Br’er Bear)         | Nicodemus Stewart               | Edgar Ott                                     |
| Quak, der Ochsenfrosch (Br’er Frog) | Roy Glenn                       | Fritz Tillmann                                |
| Blauer Spatz (Mr. Bluebird)         | Clarence Nash                   | nicht synchronisiert                          |

## Veröffentlichungen und Veröffentlichungssperre

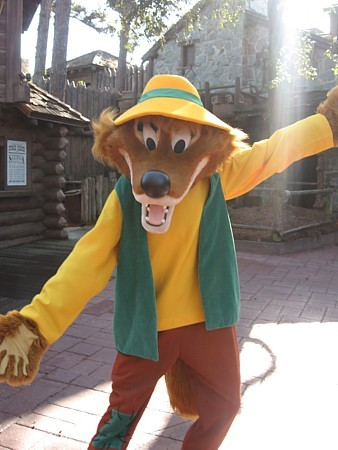
Patzich, der Fuchs in einem der Disney-Parks

Die Premiere des Films war am 12. November 1946 in den Vereinigten Staaten in Atlanta, Georgia. Wegen der damals dort noch geltenden Rassentrennung durfte James Baskett nicht an der Premiere teilnehmen. 
Die deutsche Erstaufführung war erst am 12. März 1982.
Der Film wurde in den USA wegen teils rassistischer Inhalte seit 1986 nicht mehr in den Kinos gezeigt und nicht auf VHS und DVD veröffentlicht. In Großbritannien und Deutschland ist bisher nur eine VHS veröffentlicht worden. In Deutschland lief der Film letztmals 2001 im Fernsehen. Eine Freigabe für eine internationale DVD-Auswertung oder eine neue Veröffentlichung in den USA lehnten sowohl Vorstand Michael Eisner als auch sein Nachfolger Bob Iger ab. Auch ist er nicht auf Disney+ verfügbar. Eine Veröffentlichung per Streaming wird von Disney wegen der problematischen Inhalte abgelehnt.

## Kritiken
„Ein aus einer Mischung von Trick- und Realszenen bestehender Film der Disney-Studios, der in der Rahmenhandlung oft oberflächlich-kitschig und in seinem klischeebeladenen Bild der Schwarzen und der Südstaaten problematisch ist. Rein künstlerisch gesehen, gehören die Trickfilm-Episoden in ihren strahlenden Farben zum Eindrucksvollsten, was Disney in den 40er Jahren schuf. Maßgeblich war hier der Einfluß der Designerin Mary Blair. Die Realszenen bieten einen meisterhaften Einsatz der Technicolor-Fotografie, die Verbindung zwischen Malerei und Realfilm ist außerordentlich. Berühmt wurde das Lied "Zip-A-Dee-Doo-Dah".“

„Disneys Verknüpfung von Realfilm und Cartoon ist perfekt.“

## Auszeichnungen
Bei der Oscarverleihung 1948 wurde der Film für das Lied Zip-a-Dee-Doo-Dah, geschrieben von Allie Wrubel und Ray Gilbert, in der Kategorie Bester Song ausgezeichnet. Zudem erhielt er für die Filmmusik eine Nominierung. James Baskett bekam für seine Beteiligung an dem Film den Ehrenoscar zugesprochen.